# Vijačnost
Vijačnost (oznaka {\displaystyle h\!\,}) je v fiziki delcev projekcija spina ({\displaystyle \mathbf {\vec {S}} \!\,} ) na smer gibalne količine ({\displaystyle {\hat {p}}\!\,}). To pomeni, da vijačnost določa komponenta spina v smeri gibanja delca.
Vijačnost se lahko izračuna kot:
{\displaystyle h=\mathbf {\vec {S}} \cdot {\hat {p}},\qquad {\hat {p}}=\mathbf {\vec {p}} /|\mathbf {\vec {p}} |\!\,,}
kjer je:
- {\displaystyle \mathbf {\vec {S}} \!\,} – vektor spina,
- {\displaystyle {\hat {p}}\!\,} – smer gibalne količine,
- {\displaystyle \mathbf {\vec {p}} \!\,} – vektor gibalne količine.

Definicijo vijačnosti se lahko posploši s tem, da se reče, da je vijačnost projekcija skupne vrtilne količine ({\displaystyle J\!\,}) na gibalno količino. Vijačnost je psevdoskalar (gibalna količina je polarni vektor, spin je aksialni vektor).
Vijačnost se lahko zapiše tudi kot:
{\displaystyle h={\frac {\mathbf {\vec {S}} \cdot \mathbf {\vec {p}} }{|\mathbf {\vec {s}} ||\mathbf {\vec {p}} |}}\!\,.}
Ker spin lahko zavzame samo določene vrednosti (nezveznost), je tudi vijačnost nezvezna in lahko zavzame samo nekatere vrednosti. Delci s spinom {\displaystyle S\!\,} lahko zavzamejo vrednosti {\displaystyle -S\!\,}, {\displaystyle -S+1\!\,}, ..., {\displaystyle S-1\!\,}, {\displaystyle S\!\,}. Delci, ki nimajo mase, pa samo vrednost {\displaystyle -S\!\,} in {\displaystyle +S\!\,}, in vijačnost je enaka kiralnosti. Kiralnost je bolj abstraktna kot vijačnost. Določena je s transformiracijo delca v skladu z levosučno ali desnosučno prezentacijo Poincaréjeve grupe. Kiralnih objektov se ne da prekriti z njihovo zrcalno sliko.
Vijačnost je lahko
- desnosučna (vijačnost +1)
- levosučna (vijačnost -1)

Desnosučna je v primeru, ko ima spin enako smer, kot je smer gibanja delca. Vijačnost pa je levosučna, če je smer vektorja hitrosti nasprotna smeri spina. Lahko se tudi reče, da je levosučna vijačnost negativna (vrednost −1), desnosučna pa pozitivna (vrednost +1). Tako imajo fermioni vijačnost, ki je enaka +1 ali pa −1. Bozoni lahko imajo vijačnost enako tudi 0. Delci, ki nimajo mase, imajo kiralnost enako vijačnosti. To pomeni, da je njihovo vrtenje glede na gibanje vedno enako, ne glede na opazovalca. Pri delcih, ki imajo maso (med njimi je tudi nevtrino), pa je potrebno ločevati kiralnost in vijačnost. V tem primeru se lahko spremeni opazovalni sistem, ki opisuje vrteči se delec, in izgleda kot, da se delec giblje nazaj, in se vijačnost seveda navidezno obrne. Delci brez mase (foton, gluon, graviton) se gibljejo s hitrostjo svetlobe, opazovalci pa se gibljejo z manjšo hitrostjo. Opazovalci ne morejo biti v opazovalnem sistemu, ki bi obrnil relativno smer gibanja in zaradi tega vidijo isto kiralnost. Smer projekcije in s tem vijačnost je enaka v vseh opazovalnih sistemih. To pomeni, da je vijačnost relativistična invarianta.
Pojem vijačnosti se uporablja tudi na nekaterih drugih področjih:
- elektromagnetizem
- hidrodinamika